# Переводы и издания произведений Низами Гянджеви
Поэмы классика персидской поэзии Низами Гянджеви переводятся на английский, немецкий, французский и на русский с начала XIX века. Ещё хуже обстоит дело с филологическими переводами, что крайне важно для исследовательских целей.

## Переводы и издания в Западной Европе
Первым европейским переводчиком Низами был барон Йозеф фон Хаммер-Пургшталь. В разделе его книги «История прекрасной риторики Персии» («Geschichte der schönen Redekünste Persiens»), посвященной поэтам XII века, приводятся стихотворные переводы из произведений Низами на немецкий язык, сопровождаемые прозаическими пересказами. Хотя эти переводы были далеки от совершенства, но они впервые ознакомили европейцев с творчеством Низами. Именно книга фон Хаммера была главном источником вдохновения И. В. Гёте творчеством восточных поэтов включая Низами..
Следующий перевод осуществлён во второй половине 1820-х годов Франсуа Бернаром Шармуа, он (при участии своего ученика Л. Ф. Шпицнагеля) перевёл на французский язык отрывок из «Искандер-наме» о походе Александра на Русь, который несколько раз перепечатывался, в том числе на русском. В 1829-м году много занимавшийся Низами российский ориенталист немецкого происхождения Франц Эрдман перевёл отрывок из «Семи красавиц» на немецкий, а англичанин Джеймс Аткинсон — «Лейли и Меджнун» на английский. Первый из этих переводов считается очень слабым, второй — хотя и не без изъянов, но лучше. Э. Г. Браун во втором томе своей «Истории персидской литературы» (1906), для того, чтобы проанализировать творчество Низами, сам переводит на английский определенные места пяти поэм.
Поэма «Семь красавиц» сохранилась до наших дней как часть «Хамсы» — посмертного сборника поэм Низами. Критическое издание поэмы было осуществлено Хельмутом Риттером и Яном Рыпкой в 1934 г. (Prague, printed Istanbul, 1934) на основании пятнадцати рукописей с текстами поэмы и изданной в Бомбее в 1265 г. литографии. Это одно из немногих изданий классического персидского текста, в котором применена строгая текстово-критическая методология: издатели разделили основные рукописи на две группы — «а» и «б». Только те стихи, которые находились в текстах рукописей обеих групп, считались подлинными. В группу «б» были отобраны те рукописи, которые считались основой для издания, при том, что во фрагменты из группы «а» были опубликованы в квадратных скобках. Стихи, характерные для группы «а» были напечатаны в критическом блоке.
Существует три полных перевода поэмы «Семь красавиц» на западноевропейские языки. Впервые поэма была переведена Чарлзом Эдуардом Уилсоном и издана в Лондоне в 1924 г. Этот перевод был выполнен белым стихом, был издан в двух томах и с некоторыми исключениями правильно отражал оригинал. Первый том содержал перевод, а второй — комментарии к тексту. Этот перевод впоследствии несколько раз переиздавался. В 1967 г. поэма была переведена на итальянский язык Алессандро Баузани. Этот перевод в прозе основывался на издание Риттера-Рыпки. На английский язык поэму перевела профессор Оксфордского университета Джули Скотт Мейсами, перевод был опубликован в Великобритании и США в 1967 г. и повторно в 1995 г.. Этот перевод был выполнен свободным стихом (частично рифмованным, частично без рифмы) и также основывался на издании Риттера-Рыпки.
Переводы поэм Низами на английский продолжаются вплоть до наших дней. Помимо вышеприведенных, в частности, появились переводы «Искандарнаме» Генри Уилберфорса Кларка (H.W. Clarke, 1881, только первая часть), «Сокровищница тайн (Махзан ул-асрар)» Голама Хосейна Дараба (G.H. Darab, 1945), «Семь красавиц» Элси и Джорджа Хиллов (Elsie and George Hill).
На немецкий переведены — «Хосров и Ширин» (Иоганн Кристоф Бюргель, J.C. Bürgel, 1980), «Лейли и Меджнун» (часть, Рудольф Гельпке, R. Gelpke, 1963), «Искандер-наме» (первая часть, Бюргель, 1991), «Семь красавиц» (Гельпке, 1959) (Die sieben Geschichten der sieben Prinzessinnen, Zurich, 1959) и та же поэма — на английский; переводчики — Элси и Джордж Хилл (Elsie and George Hill) (The Story of the Seven Princesses, Oxford, 1976).
На французский язык переведена поэма «Хосров и Ширин» (Анри Массе, Henri Massé, 1970).

## Переводы произведений Низами на русский язык
В 1831 и 1833 гг. отрывки из поэм Низами были опубликованиы в московском журнале «Телескоп» в переводе Д. П. Ознобишина (под псевдонимом Делибюрадер): «Прибытие Александра Великого в степь Кефчака» (отрывок из Искендер-наме") и «Красавица замка или повесть о Русской царевне» (отрывок из «Семь красавиц»).
В 1920-30-х годах русские переводчики и исследователи дали русским читателям определенное представление о творчестве Низами; они перевели новеллу из поэмы «Семь красавиц» (А. Е. Грузинский), небольшие прозаические переводы из той же поэмы и из «Лейли и Меджнун» (Е. Бертельс), полустихотворный перевод из «Лейли и Меджнун» (А. Глоба), сцена из «Хосров и Ширин» (Е. Дунаевский). Из этих четырёх переводов, по мнению А. Е. Крымского, первый «красивый по-русски, да не по Низами», третий — «неуклюжий и незвучный», последний — «удобочитаемый». Отрывки из поэм перевели Е. Э. Бертельс (Семь красавиц), Г. В. Птицын (Сокровищница тайн, Хосров и Ширин), А. Корсун (Хосров и Ширин), И. Оратовский и С. Иванов (Хосров и Ширин, Искендер-наме), Т. Форш (Лейли и Меджнун). Отрывки были опубликованы в журналах «Литературный Азербайджан», «Октябрь», «Дружба народов», «Звезда». Прозаический пересказ для детей поэмы «Искендер-наме» выполнил С. Мстиславский (опубликован Детгизом в 1942 году).
С 1947 года появляются первые полные издания. Поэтические переводы поэм Низами (полностью) на русский язык осуществили К. Липскеров и С. Шервинский (Сокровищница тайн), К. Липскеров (Хосров и Ширин, Искендер-наме), П. Антокольский (Лейли и Меджнун), В. Державин (Семь красавиц), М. Шагинян (Сокровищница тайн), Рюрик Ивнев (Семь красавиц), Т. Стрешнева (Лейли и Меджнун), А. Старостин (Лейли и Меджнун).
Полные филологические прозаические переводы произведений Низами с фарси на русский язык осуществили Е. Э. Бертельс и А. К. Арендс в 1939—1940 гг. (Искендер-наме), Г. Ю. Алиев и М. Н. Османов (Хосров и Ширин), а также Р. Алиев (Лирика, Лейли и Меджнун, Сокровищница тайн, Семь красавиц).

## Переводы произведений Низами на другие славянские языки
На белорусский язык фрагмент «Сокровищницы тайн» перевели Алесь Бачило и Григорий Нехай.
На украинский язык поэму «Лейли и Меджнун» перевёл Леонид Первомайский.

## Переводы произведений Низами на тюркские языки
В средние века поэмы Низами переводились на тюркские языки Гутб Харезми (1341), Фахреддином Якубом по произвищу «Фахри» (1366) и Синанеддином Юсуфом по произвищу «Шейхи» (1371). Существует ряд других поэтических переводов месневи Низами. Но прозаические переводы поэм Низами на тюркские языки в средневековье были не меньше. Такие рукописи содержатся в библиотеках Германии, в музее Топкапы (Стамбул) и др.

## Переводы произведений Низами на азербайджанский язык
Наиболее полный перевод сочинений Низами осуществлен в Азербайджане. Все его произведения переведены с оригинала на азербайджанский такими поэтами XX века, как Сулейман Рустам, Аббасали Саровлу, Халил Рза Улутюрк («Сокровищница тайн»); Расул Рза («Хосров и Ширин»); Самед Вургун («Лейли и Меджнун»); Мамед Рагим («Семь красавиц»); Абдулла Шаиг («Искандер-наме» — «Шараф-наме»); Микаил Рзакулизаде («Искандер-наме» — «Икбал-наме»). В одном из лучших переводов в исполнении Самеда Вургуна, который в 1939 году сделал перевод поэмы «Лейли и Меджнун», озвучив «Лейли и Меджнун» с тонкостью и изяществом Низами"" и последующем русском переводе, по мнению А. Е. Крымского и других, и в их числе азербайджанских исследователей, в одном месте допущена вольность, где «в оригинале нет той категорической доказательности…». По словам А. Е. Крымского, в оригинале поэмы Низами не говорится о том, что ширваншах Ахситан запретил Низами писать поэму на тюркском языке, так как «в оригинале сказано не „язык“, а „тюркские образы“».
Диван Низами тоже переведен полностью разными поэтами и переводчиками. Существуют и прозаические переводы. Наконец, в 1981—1983 гг. осуществлены филологические переводы всех поэм и лирики поэта (М. Ализаде, Р. Алиев, Г. Мамедзаде, Г. Алиев, В. Асланов). Также осуществлены многие издания разного назначения и в их числе подарочные издания «Низами. Афоризмы» (1982) на азербайджанском, русском, английском и персидском, «Низами. Хамсе. Миниатюры» (1983) на тех же языках.
В 1987 г. поэма была переиздана азербайджанским ученым Т. А. Магеррамовым. Это издание приводит варианты текстов из 14 рукописей, издания Риттера-Рыпки и некритического издания 1936 г. Вахида Дастджерди (Tehran, 1315 Š./1936 and reprints). По мнению Ф. де Блуа, Магеррамов не предпринял попытки разделить манускрипты на группы и в этом отношении его версия является шагом назад по отношению к пражскому изданию поэмы. Существует также издание 1994 г. Барата Занджани (Tehran, 1373 Š./1994), но этот автор не смог привести справочный материал..